# Ландсхут (район)
Ландсхут (нем. Landshut) — район в Германии. Центр района — город Ландсхут. Район входит в землю Бавария. Подчинён административному округу Нижняя Бавария. Занимает площадь 1348,07 км². Население — 147 182 чел. Плотность населения — 109 человек/км².
Официальный код района — 09 2 74.
Район подразделяется на 35 общин.

## Административное устройство

### Городские общины
1. Роттенбург-ан-дер-Лабер (7 686)
2. Фильсбибург (11 603)

### Ярмарочные общины
1. Альтдорф (11 306)
2. Гайзенхаузен (6 341)
3. Пфеффенхаузен (4 820)
4. Фельден (6 502)
5. Эргольдинг (11 468)
6. Эргольдсбах (7 552)
7. Эссенбах (10 819)

### Сельские общины
1. Адлькофен (3 949)
2. Ахам (1 969)
3. Альтфраунхофен (2 064)
4. Байербах (781)
5. Байербах-бай-Эргольдсбах (1 743)
6. Боденкирхен (5 395)
7. Бруккберг (5 039)
8. Бух-ам-Эрльбах (3 447)
9. Ваймихль (2 463)
10. Венг (1 394)
11. Вёрт-ан-дер-Изар (2 400)
12. Вурмсхам (1 365)
13. Герцен (1 812)
14. Крёнинг (1 919)
15. Кумхаузен (4 727)
16. Нойфарн-ин-Нидербайерн (3 895)
17. Нойфраунхофен (1 104)
18. Нидерайхбах (3 662)
19. Оберзюсбах (1 697)
20. Постау (1 612)
21. Тифенбах (3 534)
22. Фильсхайм (2 369)
23. Фурт (3 206)
24. Хоэнтанн (3 781)
25. Шалькхам (921)
26. Эхинг (3 531)

### Объединения общин
1. Административное сообщество Альтфраунхофен
2. Административное сообщество Вёрт-ан-дер-Изар
3. Административное сообщество Герцен
4. Административное сообщество Фельден
5. Административное сообщество Фурт
6. Административное сообщество Эргольдсбах

## Население
По оценке на 31 декабря 2015 года население района Ландсхут составляет 154 577 чел. 

| Дата      | 1840  | 1871  | 1900  | 1925  | 1939  | 1950   | 1961  | 1970  | 1987   | 2011   |
| --------- | ----- | ----- | ----- | ----- | ----- | ------ | ----- | ----- | ------ | ------ |
| Население | 51223 | 61687 | 69237 | 74636 | 72754 | 106607 | 90795 | 96566 | 115644 | 147161 |

| Год       | 1960  | 1970  | 1980   | 1990   | 2000   | 2009   | 2010   | 2011   | 2012   | 2013   | 2014   | 2015   |
| --------- | ----- | ----- | ------ | ------ | ------ | ------ | ------ | ------ | ------ | ------ | ------ | ------ |
| Население | 90704 | 97386 | 109153 | 122638 | 142442 | 148350 | 148783 | 147758 | 148862 | 150316 | 151819 | 154577 |

## Внешние ссылки
- Официальная страница (нем.)